# Exelon Corporation
Exelon Corporation es una compañía gigante en la generación y distribución de electricidad con sede en Chicago. Fue creada en octubre de 2000 por la fusión de PECO Energy Company, de Filadelfia y Unicom, de Chicago (que poseía Commonwealth Edison). Exelon tiene 5,2 millones de consumidores eléctricos y, en Filadelfia, 460.000 clientes de gas natural.
En junio de 2005 Exelon tiene la propiedad total o parcial de 19 reactores nucleares en 11 plantas de energía nuclear.
El 30 de junio de 2005 la Comisión Federal de Regulación de la Energía autorizó la fusión de Exelon y de Public Service Enterprise Group Inc., una empresa de servicio público de Nueva Jersey, creando de esta forma la mayor empresa de Estados Unidos.. Esta fusión añadirá los 2 millones de clientes de electricidad y los 1,6 millones de gas natural de PSEG, y añadirá 1 reactor más a Exelon que contará con un total de 20. La fusión se prevé se complete en el segundo trimestre de 2006, en cuyo momento la compañía pasará a denominarse Exelon Electric & Gas.